# Doopedia
Doopedia (anciennement EnCyber, jusqu'au 1er août 2010) est l'une des encyclopédies en ligne les plus importantes en Corée du Sud, et surpassait jusqu'à tout récemment le contenu de l'encyclopédie Wikipédia en langue coréenne. 
En date du 7 novembre 2013, Doopedia comprenait 463 953 articles, contre 252 830 sur Wikipédia. Le 2 janvier 2014, elle contenait 464 143 articles contre 260 114 articles sur Wikipédia, soit une augmentation de 190 articles contre 7 284, respectivement. Elle demeure ainsi plus volumineuse, bien que l'on observe que le nombre d'articles sur Wikipédia en langue coréenne augmente plus rapidement.
En date du 18 octobre 2022, Doopedia comprend 606 323 articles contre 610 321 sur Wikipedia, se trouvant ainsi surpassée de peu.
Doopedia fait partie des seules encyclopédies en ligne ayant autant ou plus d'importance dans un pays que l'encyclopédie Wikipédia de la même langue, avec les éditions chinoises Baidu Baike et Hudong,.